# Diospyros kostermansii
Diospyros kostermansii är en tvåhjärtbladig växtart som beskrevs av Vijendra Singh. Diospyros kostermansii ingår i släktet Diospyros och familjen Ebenaceae. Inga underarter finns listade i Catalogue of Life.